# Episodi di Im Namen des Gesetzes (quarta stagione)
La quarta stagione della serie televisiva Im Namen des Gesetzes è stata trasmessa in anteprima in Germania dalla RTL Television tra il 3 novembre 1998 e il 30 marzo 1999.
| nº | Titolo originale     | Titolo italiano | Prima TV Germania | Prima TV Italia |
| -- | -------------------- | --------------- | ----------------- | --------------- |
| 1  | Schleichender Tod    | inedito         | 3 novembre 1998   | inedito         |
| 2  | Monster              | inedito         | 10 novembre 1998  | inedito         |
| 3  | Die Reklamation      | inedito         | 17 novembre 1998  | inedito         |
| 4  | Hinter Gittern       | inedito         | 24 novembre 1998  | inedito         |
| 5  | Fehldiagnose         | inedito         | 1º dicembre 1998  | inedito         |
| 6  | Standgericht         | inedito         | 15 dicembre 1998  | inedito         |
| 7  | Die Geisel           | inedito         | 22 dicembre 1998  | inedito         |
| 8  | Tödliches Training   | inedito         | 29 dicembre 1998  | inedito         |
| 9  | Das Orakel           | inedito         | 2 febbraio 1999   | inedito         |
| 10 | Fehlurteil           | inedito         | 9 febbraio 1999   | inedito         |
| 11 | Doppelmord           | inedito         | 16 febbraio 1999  | inedito         |
| 12 | Die dunkle Seite     | inedito         | 23 febbraio 1999  | inedito         |
| 13 | Mit Gift             | inedito         | 2 marzo 1999      | inedito         |
| 14 | Tod durch Liebe      | inedito         | 9 marzo 1999      | inedito         |
| 15 | Die Abrechnung       | inedito         | 16 marzo 1999     | inedito         |
| 16 | Auf Leben und Tod    | inedito         | 23 marzo 1999     | inedito         |
| 17 | Franziskas Geheimnis | inedito         | 30 marzo 1999     | inedito         |